# 大理大学
大理大学（英語：Dali University），简称理大，是云南省大理白族自治州的一所全日制本科公办省属普通高等学校。校园占地面积2,300余亩，校舍建筑面积64.68万平方米，有古城（本部）、下关、太和三个校区。2001年，由原大理医学院、大理师范高等专科学校合并，云南省广播电视大学大理分校和大理工业学校并入，组建成大理学院；2015年更名为大理大学。

## 历史

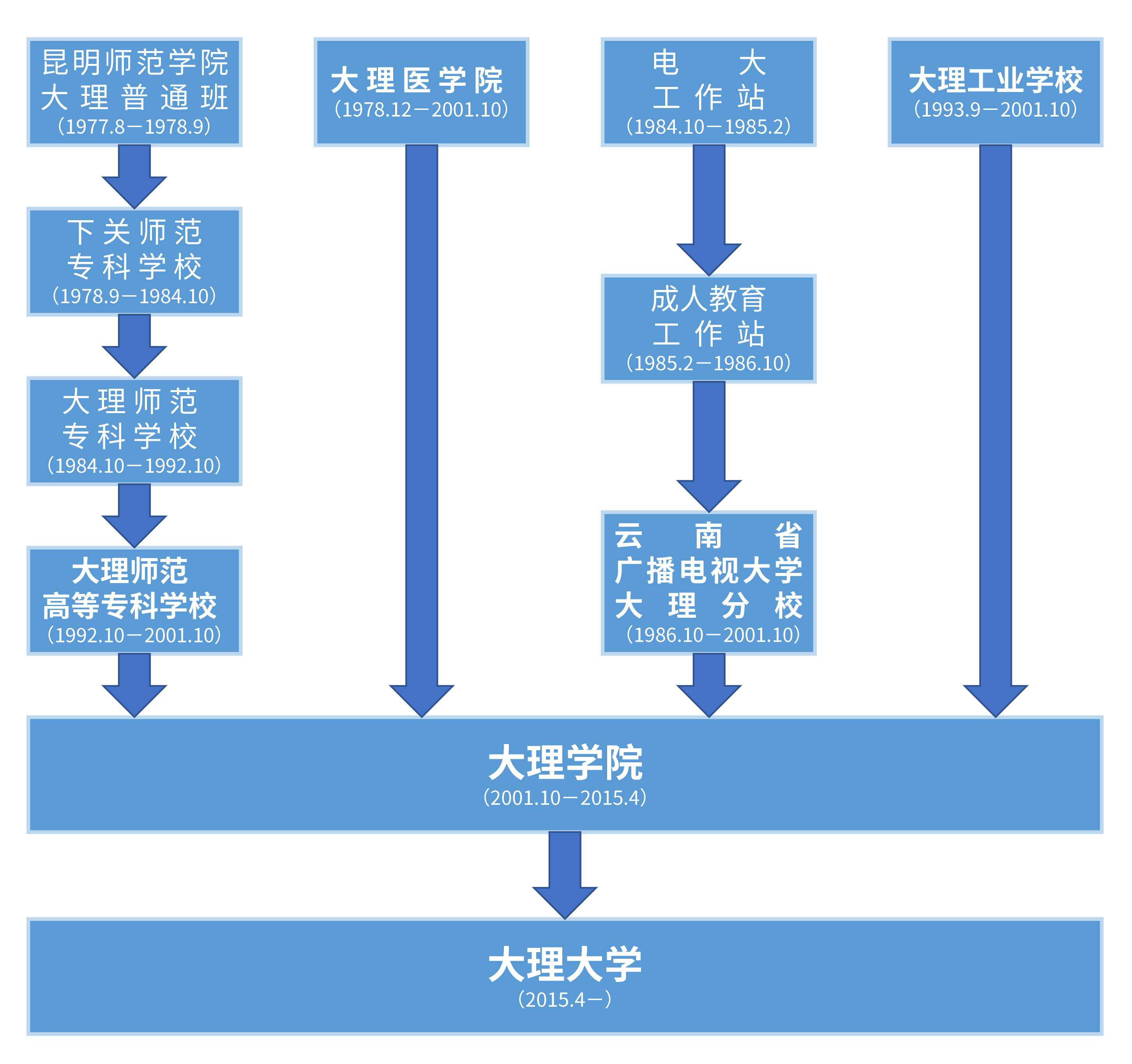
大理大学校史图

### 四所前身学校

#### 大理师范高等专科学校
1977年8月5日，中共云南省委决定在大理、曲靖、保山、红河四地州开办昆明师范学院普通班，并开始筹建昆明师范学院大理普通班。建校之初有教师14人，职员16人，校址定为下关北郊的滇西大学（1958年成立，1962年停办）旧址；1978年2月及4月，招收文史、数理及数学三个专业共292名学生，同年4月首批学生进校。:16
1978年9月，定名为下关师范专科学校。1984年10月，因下关市和大理县合并为大理市，学校更名为大理师范专科学校。1992年10月，更名为大理师范高等专科学校。:16
至2001年并入大理学院前，大理师专占地面积171.17亩，建筑面积73,802平方米；共有教职工325人（其中专任教师174人），累计全日制毕业生6,028人，非全日制毕业生3,981人:20；共有22个专业，下属院系有：中文系，英语系，教育科学部，政教系（社科部），旅游系，艺术系，体育系，数理系，生化系，计算机科学系:25。

#### 大理医学院
1978年12月28日，教育部批准大理医学院建立，校址位于下关人民南路。1982年秋正式招生，设医学系临床医学专业，学制五年。1987年8月8日经批准学士学位授予权。同年秋兼招医学专业专科班，学制三年。:241

#### 云南省广播电视大学大理分校
1984年10月，大理州教育局成立电大工作站。1985年2月，电大工作站撤销，成立成人教育工作站，办理电大工作。该年招收全科生397人（党政55人、汉语言文学43人，法律128人），办学单位为大理州委党校、滇西纺织厂、大理州司法局、大理州检察院。:257
1986年10月，云南省广播电视大学大理分校成立，负责电大管理工作。1987年招收全科生30人（英语），单科52人（工程师技术培训）。办班单位为云南电大大理分校、下关汽车运输总站。:257

#### 大理工业学校
1993年9月8日正式挂牌成立，由州领导并管理，面向初中毕业生招生，学制四年。

### 大理大学
2001年6月，经中华人民共和国教育部批准，由原大理医学院、大理师范高等专科学校合并，云南省广播电视大学大理分校和大理工业学校并入，组建成大理学院。同年10月29日，成立大会在州体育馆举行:78，10月29日即为校庆日。
2003年获批硕士学位授予单位。
2015年2月，教育部正式批准大理学院改名为大理大学，4月29日正式更名。
2021年获批药学专业博士学位授予单位。
2021年5月，与云南建设学校合作创办大理大学工程技术学院和大理大学太和校区。

## 学院设置
学校设有19个二级学院及研究院，10所附属医院，现有73个本科专业，1个博士学位授权点，8个一级学科硕士学位授权点，15个硕士专业学位授权点。
院系为：民族文化研究院、临床医学院、基础医学院、公共卫生学院、药学院、护理学院、马克思主义学院、法学院、经济与管理学院、教师教育学院、文学院、农学与生物科学学院、数学与计算机学院、工程学院、外国语学院、体育科学学院、艺术学院、继续教育学院、东喜玛拉雅研究院、经济研究所、药物研究所。